# Poustevníkova stezka
 Poustevníkova stezka je krátká 0,4 km dlouhá žlutě značená trasa Klubu českých turistů v okrese okrese Ústí nad Orlicí spojující lokality poutního místa v severovýchodním úbočí Andrlova chlumu ve Svitavské pahorkatině. Její převažující směr je jižní.

## Průběh trasy
Turistická trasa má svůj počátek u horního zakončení křížové cesty přicházející sem z Ústí nad Orlicí na rozcestí se zeleně značenou trasou 4294 spojující město s vrcholem Andrlova chlumu. Trasa klesá po lesní pěšině jižním směrem do Řehořova dolu k Poustevníkově studánce, kde končí na rozcestí s modře značenou trasou 1908 spojující Ústí nad Orlicí s Vlčkovem resp. 100 metrů za ním u vlastní studánky.

## Turistické zajímavosti na trase
- Křížová cesta
- Poustevníkova studánka

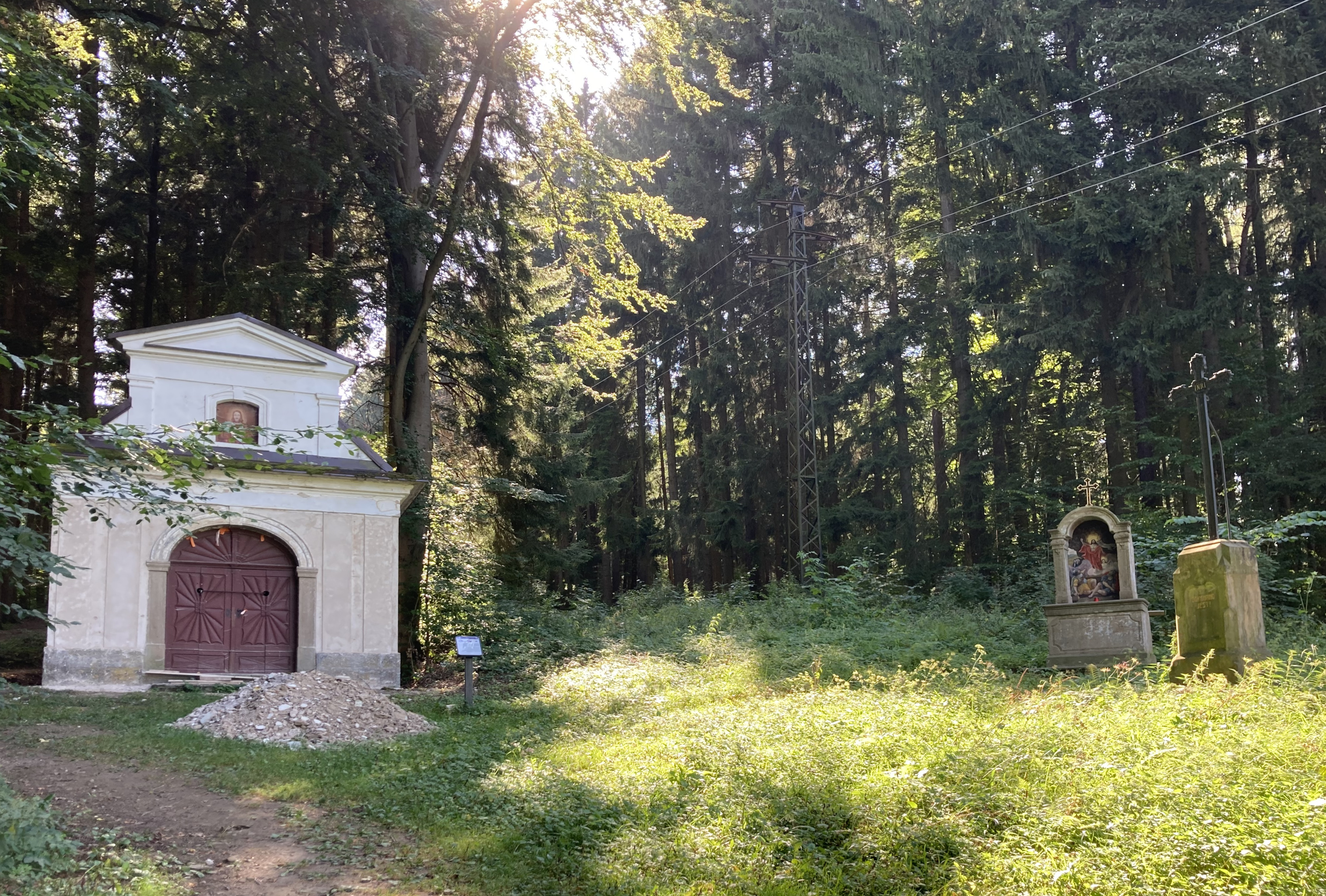
Konec křížové cesty
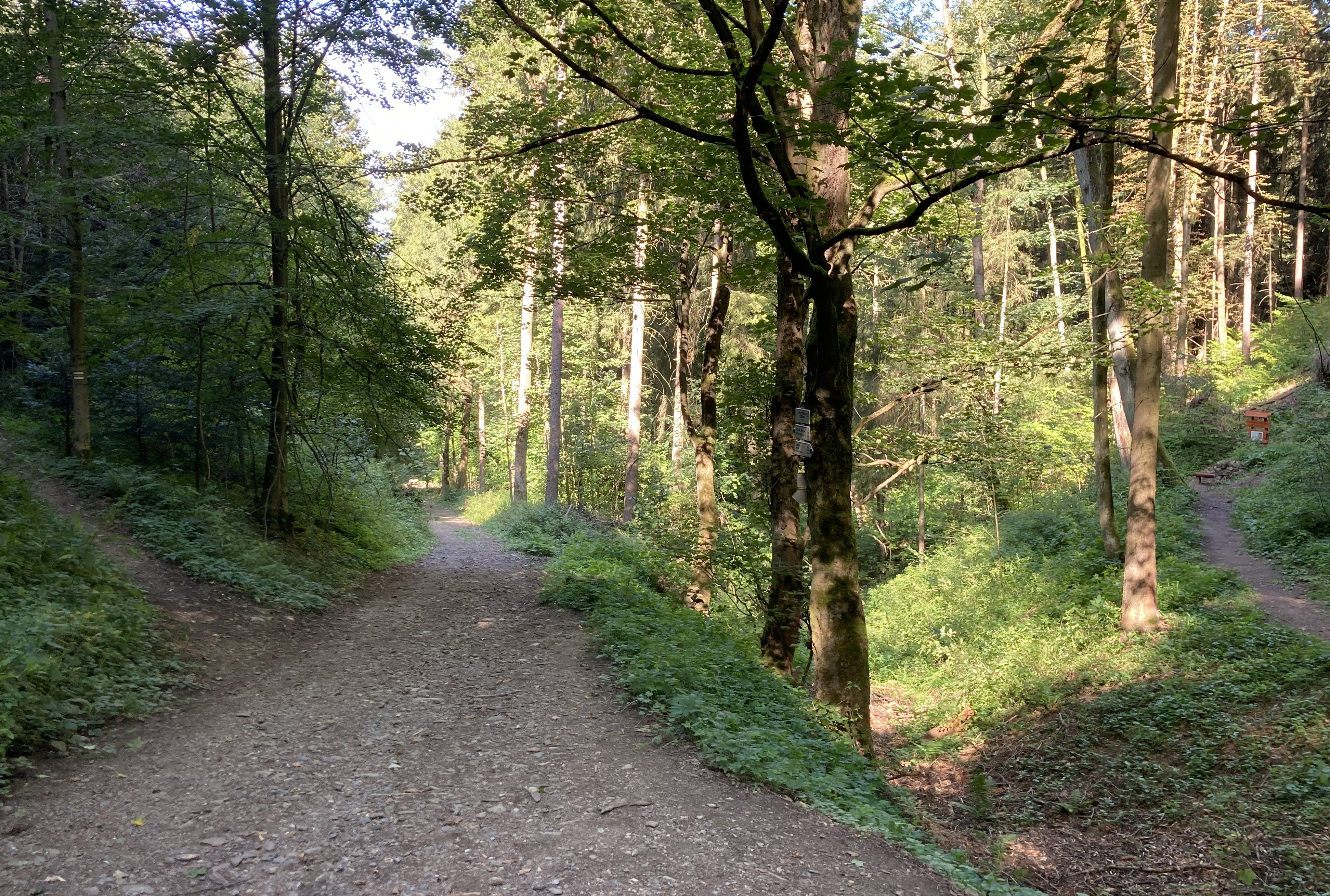
Konec stezky na rozcestí u Poustevníkovi studánky
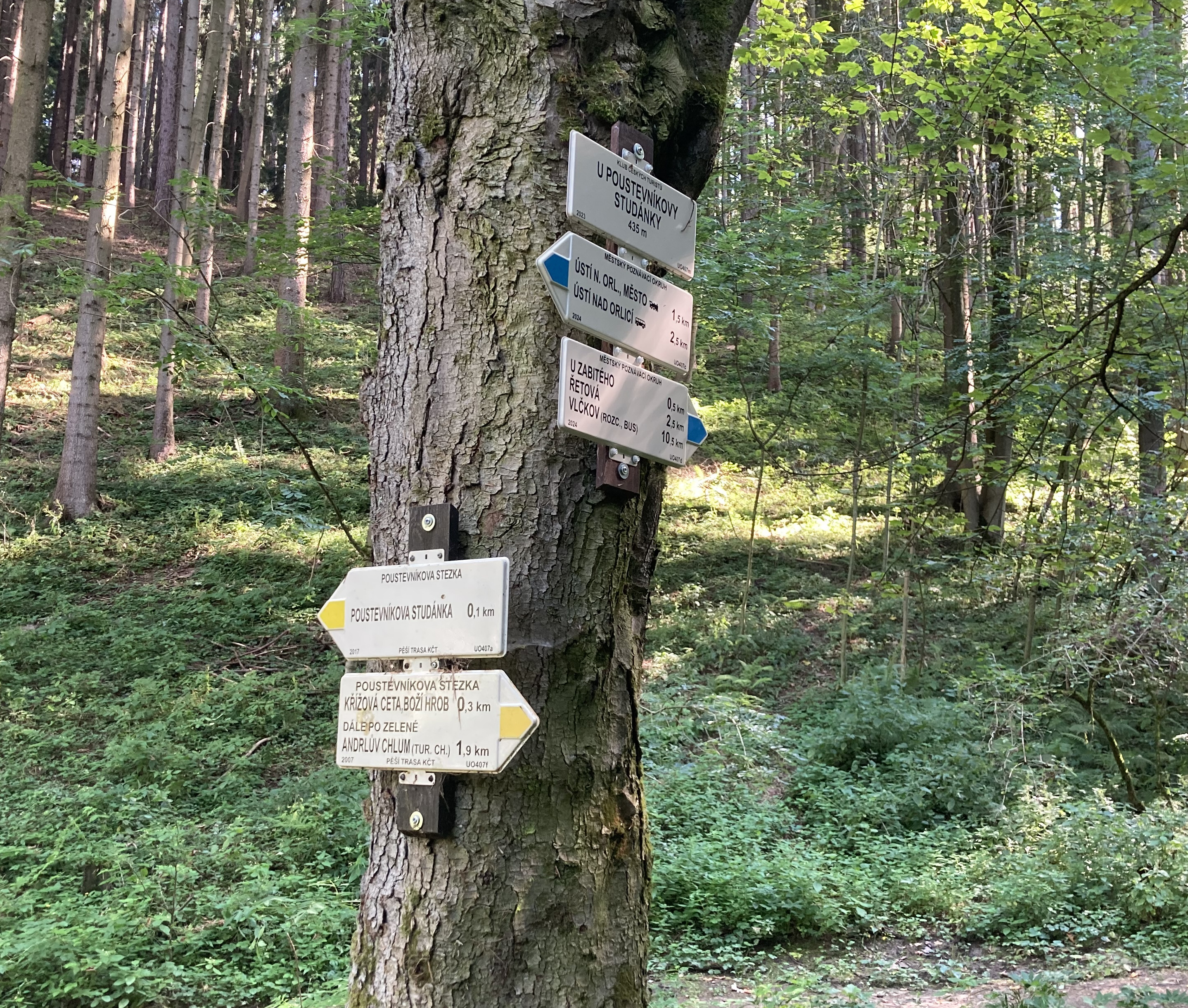
Směrovníky u Poustevníkovi studánky
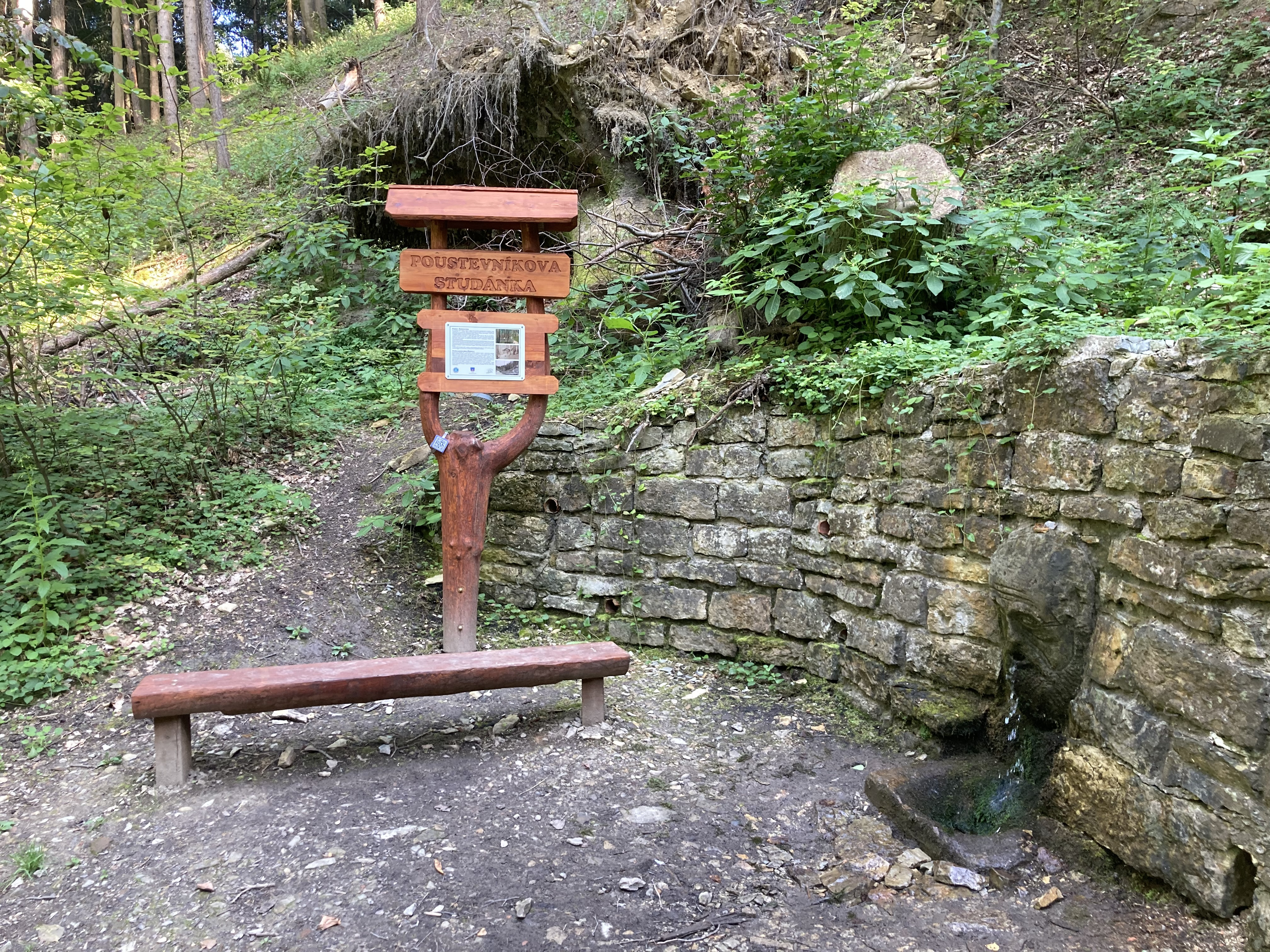
Poustevníkova studánka